# آلبرت زاکسن
آلبرت زاکسن (آلمانی: Albert of Saxony؛ ۱۳۲۰ – ۸ ژوئیهٔ ۱۳۹۰) یک ریاضی‌دان اهل آلمان بود.